# Diorygopyx duplodentatus
Diorygopyx duplodentatus là một loài bọ cánh cứng trong họ Bọ hung (Scarabaeidae).